# Edinburgh Comedy Awards
Die Edinburgh Comedy Awards, früher Perrier Comedy Awards, sind eine Auszeichnung, die jährlich für den besten Auftritt beim Edinburgh Festival Fringe vergeben werden. Der Preis wurde 1981 zum ersten Mal verliehen und zählt heute zu den renommiertesten Comedy-Preisen in Großbritannien.

## Geschichte
Der Preis wurde erstmals 1981 von der französischen Mineralwasser-Marke Perrier gestiftet, um Comedy-Nachwuchstalente zu fördern. Perrier blieb bis 2005 der Stifter des Preises, der in dieser Zeit den Namen Perrier Comedy Award trug. Da der Preis in den folgenden Jahren zunächst von der Bank Intelligent Finance gestiftet wurde, wurde er 2006 in if.comeddies und 2007 in if.comedy awards umbenannt. Nachdem Intelligent Finance als Sponsor ausgestiegen war, war 2009 AbsoluteRadio.co.uk der Sponsor, 2010 Foster’s Lager. Seither trägt der Preis den Namen Foster’s Edinburgh Comedy Awards.

## Preisträger
Der Gewinner der Kategorie Best Comedy Show erhält 10.000 Pfund und tritt bei den Just for Laughs Comedy Festivals in Montreal, Toronto und Chicago auf. Die Gewinner der Kategorien Best Newcomer und Panel Price erhalten jeweils 5.000 Pfund. Als Best Newcomer kann ausgezeichnet werden, wer erstmals seine Show in voller Länge (mindestens 50 Minuten) beim Edinburgh Festival Fringe darbietet. Den Preis Best Newcomer vergibt die Jury seit 1992, der Panel Price wird seit 2006 verliehen.
Preisträger waren unter anderen die Schauspieler Hugh Laurie und Stephen Fry, die Sängerin Barb Jungr sowie die Komiker Steve Coogan, Lee Evans, Dylan Moran und Tim Minchin (Best Newcomer).

## Kritik
Der Award geriet erstmals 1995 in die Kritik, da Perrier von Nestlé aufgekauft worden war und Nestlé die aggressive Vermarktung von Säuglingsnahrung in Entwicklungsländern vorgeworfen wurde. Es gab Aufrufe zum Boykott der Awards, unter anderem von früheren Perrier-Comedy-Award-Preisträgern.
2002 wurden erneut kritische Stimmen laut, da im zweiten Jahr in Folge keine weiblichen Comedians für die Awards nominiert waren. 2009 wurde kritisiert, dass alle Nominierten weiß, männlich und englischer Herkunft waren. 
Obgleich der Preis jedes Jahr in Edinburgh verliehen wird, hat ihn niemals ein Schotte gewonnen. Zwischen 1993 und 2009 waren keine schottischen Comedians nominiert.